# Jake Hinkson
Jake Hinkson, né en 1975 en Arkansas, est un écrivain américain, auteur de roman policier.

## Biographie
Fils d'un père charpentier de profession, mais également diacre dans une église évangélique, et d'une mère qui travaille au secrétariat d'une église, il est élevé, à partir de ses 14 ans, au sein d'une communauté religieuse gérée par ses oncle et tante, d'une région isolée des monts Ozarks.  Adolescent, il découvre le roman policier. À l’université, il lit avec passion William Faulkner et Emily Dickinson. Il épouse la fille d’un pasteur pentecôtiste, puis perd la foi. Il reprend des études et s'inscrit à des cours d’écriture, tout en travaillant dans une librairie de Little Rock. 
Il vit aujourd'hui à Chicago.
Il amorce sa carrière en littérature par la publication du roman policer L'Enfer de Church Street (Hell on Church Street), paru aux États-Unis en 2011, et dont la traduction en France lui vaut le Prix Mystère de la critique 2016.
En 2015, il fait paraître The Blind Alley: Exploring Film Noir's Forgotten Corners, un essai très fouillé sur le film noir.
Avec son roman No Tomorrow paru en 2015 et traduit en français en 2018 sous le titre Sans lendemain, il est lauréat du grand prix de littérature policière 2018.

## Œuvre

### Romans
- Hell on Church Street (2011) Publié en français sous le titre L'Enfer de Church Street, traduction de Sophie Aslanides, Paris, Gallmeister, coll. « Neonoir » no 2, 2015  (ISBN 978-2-35178-087-9)
- The Posthumous Man (2012) Publié en français sous le titre L'Homme posthume, traduction de Sophie Aslanides, Paris, Gallmeister, coll. « Neonoir » no 9, 2016  (ISBN 978-2-35178-102-9)
- The Big Ugly (2014)
- No Tomorrow (2015) Publié en français sous le titre Sans lendemain, traduction de Sophie Aslanides, Paris, Gallmeister, coll. « Americana », 2018  (ISBN 978-2-35178-132-6)
- Dry County (2019) Publié en français sous le titre Au nom du bien, traduction de Sophie Aslanides, Paris, Gallmeister, coll. « Americana », 05/2019, 305 p.  (ISBN 978-2-35178-215-6)
- Find Him (2021) Publié en français sous le titre Rattrape le ! , traduction de Sophie Aslanides, Paris, Gallmeister, coll. « Americana », 2022
- The Way of the World (2024)  Publié en français sous le titre Ainsi va le monde , traduction de Sophie Aslanides, Paris, Gallmeister, coll. « Fiction », 2024, 425 p. (ISBN 978-2-35178-332-0)

### Novellas
- Saint Homicide (2013)

### Recueil de nouvelles
- The Deepening Shade (2015)

### Essai
- The Blind Alley: Exploring Film Noir's Forgotten Corners (2015)

## Prix et distinctions

### Prix
- Prix Mystère de la critique 2016 pour L'Enfer de Church Street[1]
- Grand prix de littérature policière 2018 pour Sans lendemain[2]